# Aurel Macarencu
Aurel Macarencu, né le 8 mars 1963, est un céiste roumain pratiquant la course en ligne.

## Palmarès

### Jeux olympiques
- 1988 à Séoul,  Corée du Sud
  - 5e place en C-1 1000 m.
  - 6e place en C-1 500 m.

### Championnats du monde
- 1985 à Malines,  Belgique
  -  Médaille de bronze en C-1 500 m
  -  Médaille de bronze en C-1 1000 m
- 1986 à Montréal,  Canada
  -  Médaille d'or en C-1 10000 m
  -  Médaille d'or en C-1 1000 m
  -  Médaille d'argent en C-1 500 m